# قاسم‌آباد (بجستان)
قاسم‌آباد، روستایی از توابع بخش مرکزی شهرستان بجستان در استان خراسان رضوی ایران است.

## جمعیت
این روستا در دهستان بجستان قرار داشته و براساس سرشماری مرکز آمار ایران در سال ۱۳۹۰، جمعیت آن ۶۴۵ نفر (۱۷۲ خانوار) بوده‌است.